# Barbula crozalsii
Barbula crozalsii är en bladmossart som beskrevs av Brotherus 1924. Barbula crozalsii ingår i släktet neonmossor, och familjen Pottiaceae. Inga underarter finns listade i Catalogue of Life.